# Małomice

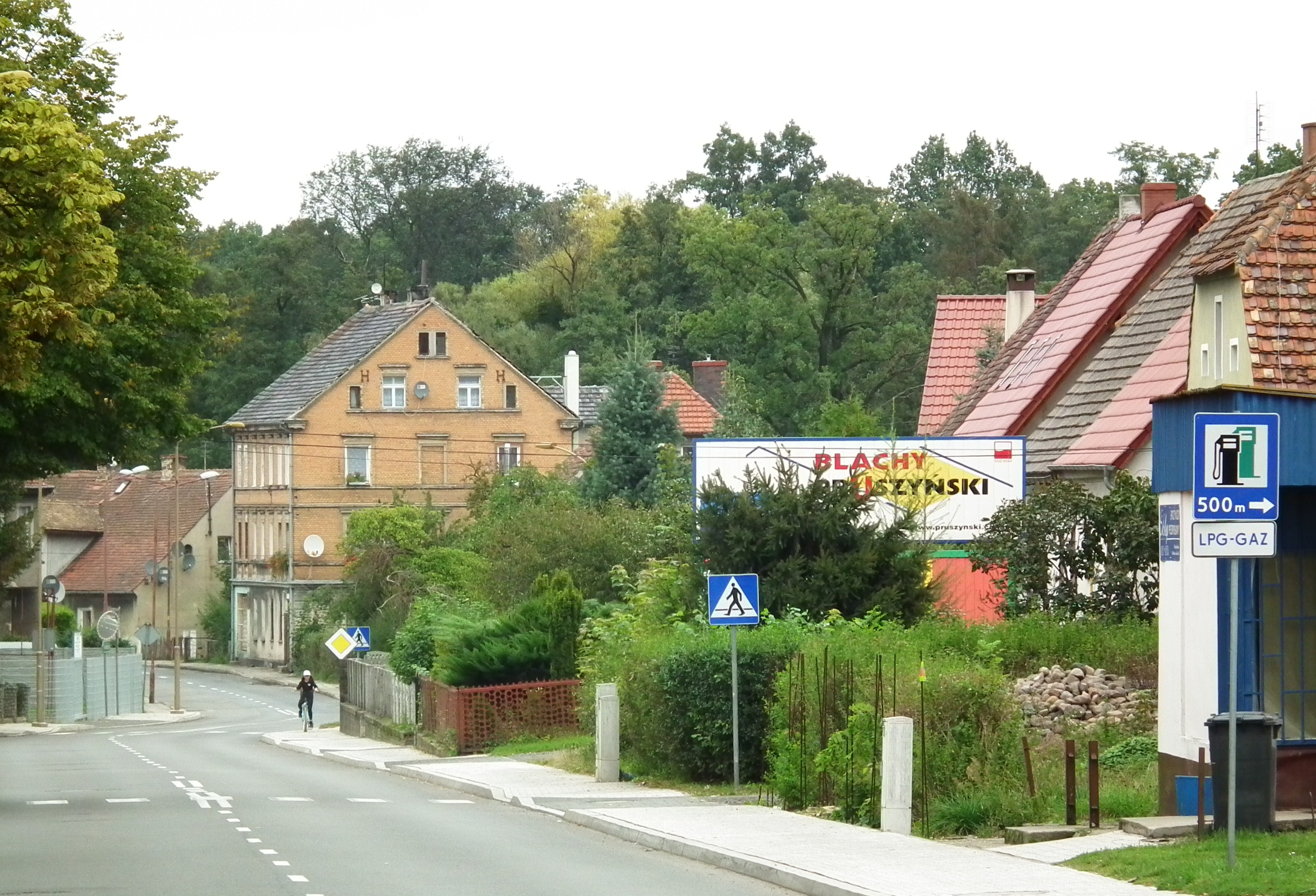
Małomice

Małomice [mawɔˈmʲiʦɛ] (deutsch: Mallmitz) ist eine Stadt im Powiat Żagański (Sagan) der Woiwodschaft Lebus in Polen. Sie ist zugleich Sitz der Stadt- und Landgemeinde Małomice.
Małomice liegt zwischen Szprotawa (Sprottau) und Żagań am Bober, vier Kilometer vor der Einmündung des Queis an der Eisenbahnstrecke Berlin–Krakau. Etwa 45 km nördlich befindet sich die Woiwodschaftshauptstadt Zielona Góra, 55 km östlich der deutschen Grenze und 85 km nördlich der Grenze zu Tschechien.

## Geschichte
Małomice geht auf eine slawische Ansiedlung zurück. Nachdem bereits 1877 am Bober Werkzeug aus Hirschgeweih gefunden worden war, belegten Ausgrabungen in den 1930er Jahren anhand von Gefäßfunden ein wahrscheinliches Alter aus der Zeit zwischen 1000 und 1200.
Die erste urkundliche Erwähnung des Dorfes am Rande der Mallmitz-Sprottauer Heide stammt von 1329. Das Dorf lebte von der Landwirtschaft und der Raseneisensteingräberei. Etwa 1572 verliehen die Herren von Schoenaich Mallmitz beschränkte Stadtrechte. 1496 erfolgte die Errichtung einer Marienkapelle, die zur Kirche in Eisenberg gepfarrt war. Diese Kapelle, die auch als Gruft der Familie von Kittlitz diente, wurde 1737 im Barockstil umgebaut. 1741 folgte der Bau einer evangelischen Kirche. Ein Jahr später kam das schlesische Dorf zu Preußen und wurde 1816 Teil des Landkreises Sprottau.
Bedeutsamer als das Dorf war die ausgedehnte uralte Grundherrschaft, die umfangreiche Besitztümer in den Herzogtümern Sagan und Glogau hatte. Von den Freiherren von Schoenaich, besonders hervorzuheben ist Fabian von Schoenaich, einer der größten Grundbesitzer Niederschlesiens und der Lausitz, die zwischen 1400 und 1680 die Herrschaft innehatten, wurde sie an die Grafen von Roedern vererbt. 1740 erwarb der Minister Carl Albert von Roedern noch die Herrschaften Primkenau und Kotzenau; Mallmitz fiel 1766 an seinen Neffen Wilhelm Christoph Graf zu Dohna-Schlodien, dessen Familie die Herrschaft bis 1945 besaß. Sitz der Herrschaft war ein altes Wasserschloss, das um 1690 zum Renaissanceschloss umgebaut wurde.
Der Herrschaft gehörten mehrere Eisenhämmer, die sich in Mallmitz, Eisenberg (Rudawica), Neuhammer am Queis, Nieder-Eulau (Ortsteil Iława von Szprotawa) befanden und der „Alte Hammer“ zwischen Mallmitz und Sprottau. Der Mallmitzer Raseneisenstein wurde im Jahre 1700 an insgesamt 17 Hammerwerken entlang der Tschirne und des Queis geliefert. 1801 wurde die aus dem Mallmitzer Hammer hervorgegangene Marienhütte mit einem Hochofen und vier Frischfeuern in Betrieb genommen, das Werk schloss 1933.
1875 erhielt Mallmitz mit der Zweigbahn von Arnsdorf (Miłkowice) bei Liegnitz bis Sagan einen Eisenbahnanschluss, der eine rasche Industrieansiedlung zur Folge hatte. 1910 wurde der Herrschaft Mallmitz unter eine Zwangsverwaltung gestellt, Sequester der Herrschaft wurde der Wildmeister Görner, Kurator war Herr von Diebisch-Cunzendorf.
Nach dem Zweiten Weltkrieg kam Mallmitz zu Polen und erhielt den Namen Małomice. Der Ort hatte schwere Kriegsschäden erlitten, später wurden die Ruinen des Schlosses und auch die evangelische Kirche abgerissen. Małomice wurde 1958 zur stadtartigen Siedlung erhoben und erhielt 1969 Stadtrecht.

## Bauwerke
- Rathaus, Backsteinbau aus den 1920er Jahren
- Die Polnisch-Katholische Kirche Unserer Lieben Frau von der Immerwährenden Hilfe in Małomice wurde 1732 dank der Bemühungen der damaligen Besitzer des Gutshofes von Mallmitz als evangelische Kirche im Barockstil auf einem achteckigen Grundriss mit einer fünfeckigen Apsis auf der Westseiteaus Backstein errichtet. Der Innenraum ist mit einer Kuppel mit einer Laterne bedeckt. Die Fassaden sind durch Pilaster und Halbkugelnischen gegliedert. Der Tempel ist mit einem Mansardendach mit einer achteckigen Laterne bedeckt, die von einer bauchigen Haube gekrönt wird. Zur Ausstattung gehören mehrere Steingrabsteine, z. B. im gotischen Stil von 1414 und mehrere im Renaissancestil aus der zweiten Hälfte des 16. Jahrhunderts mit Flachreliefs, die Ritter aus den Familien Kotwicz und Milicz darstellen. Nach 1945 wurde die Kirche nicht mehr genutzt und teilweise verwüstet. Nach der Übernahme durch die polnische katholische Pfarrei wurde sie 1982–1984 renoviert.
- Die katholische Kirche der Geburt der Heiligen Jungfrau Maria in Małomice wurde 1929 als Filialkirche der Pfarrei in Eisenberg (heute Rudawica) geweiht. Seit 1948 ist sie eine eigenständige Pfarrkirche. Die Kirche wurde in den Jahren 1984–1992 aufgrund der steigenden Zahl der Gläubigen erweitert.

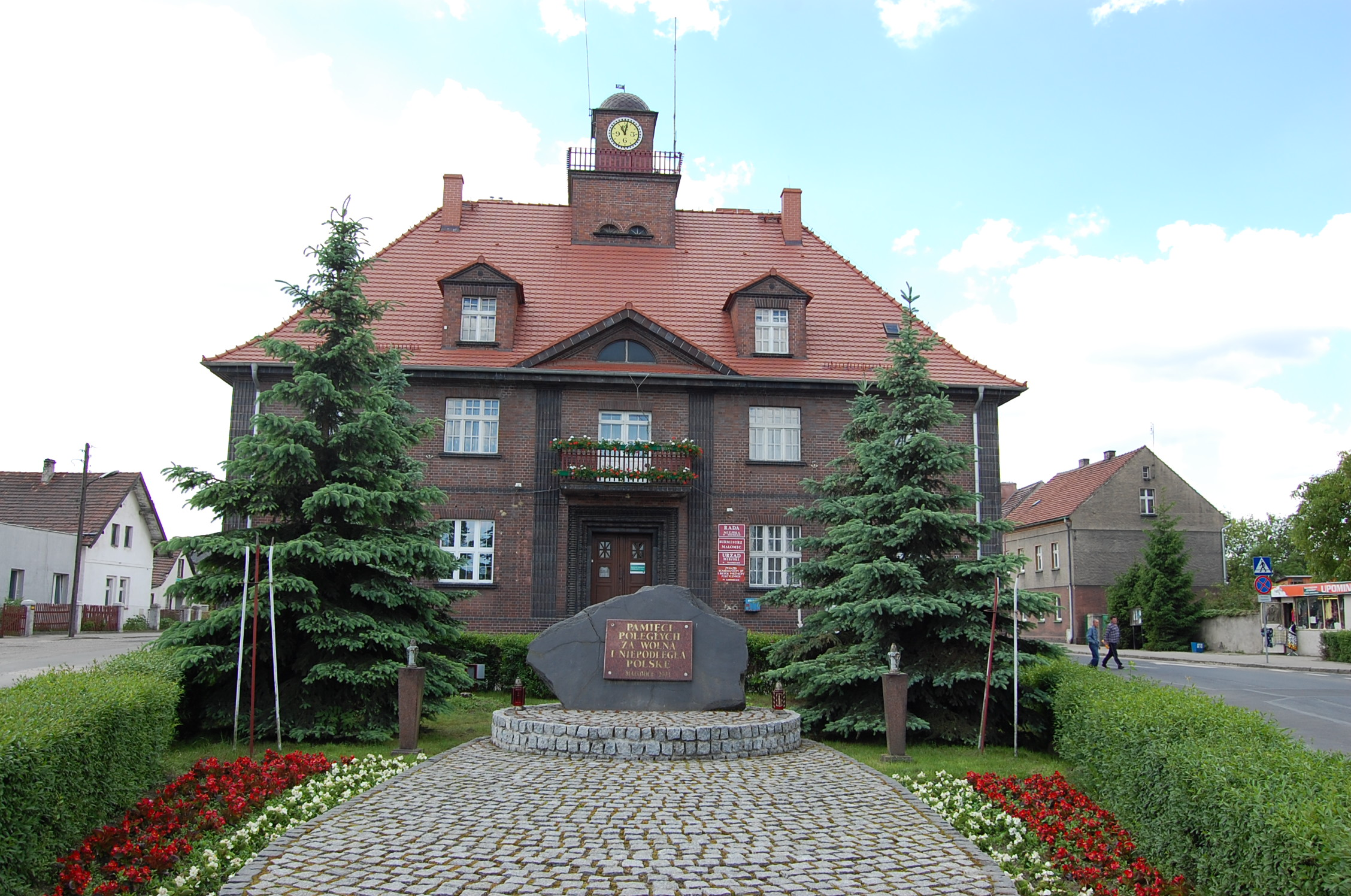
Rathaus Małomice
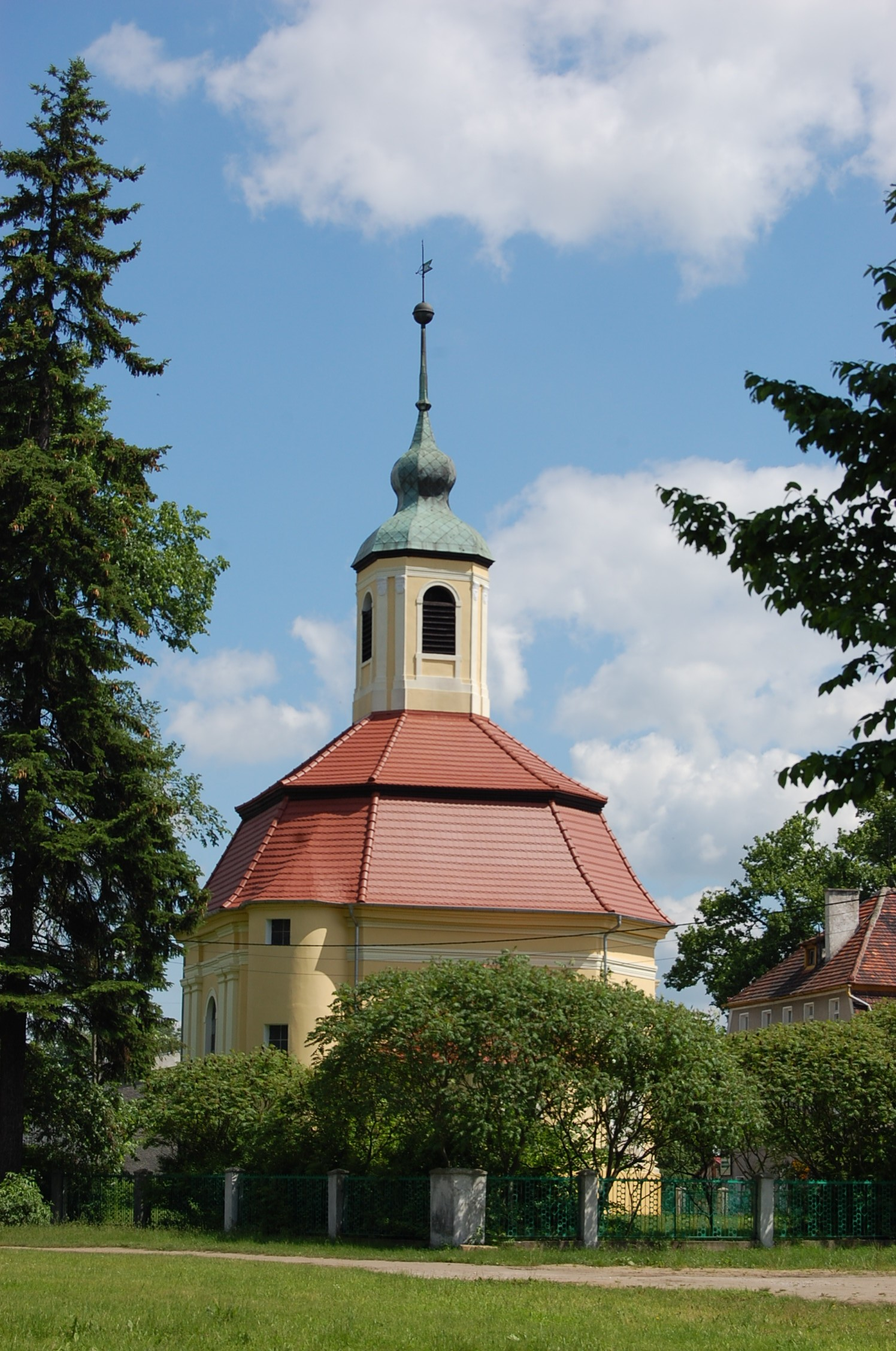
Polnisch-katholische Kirche
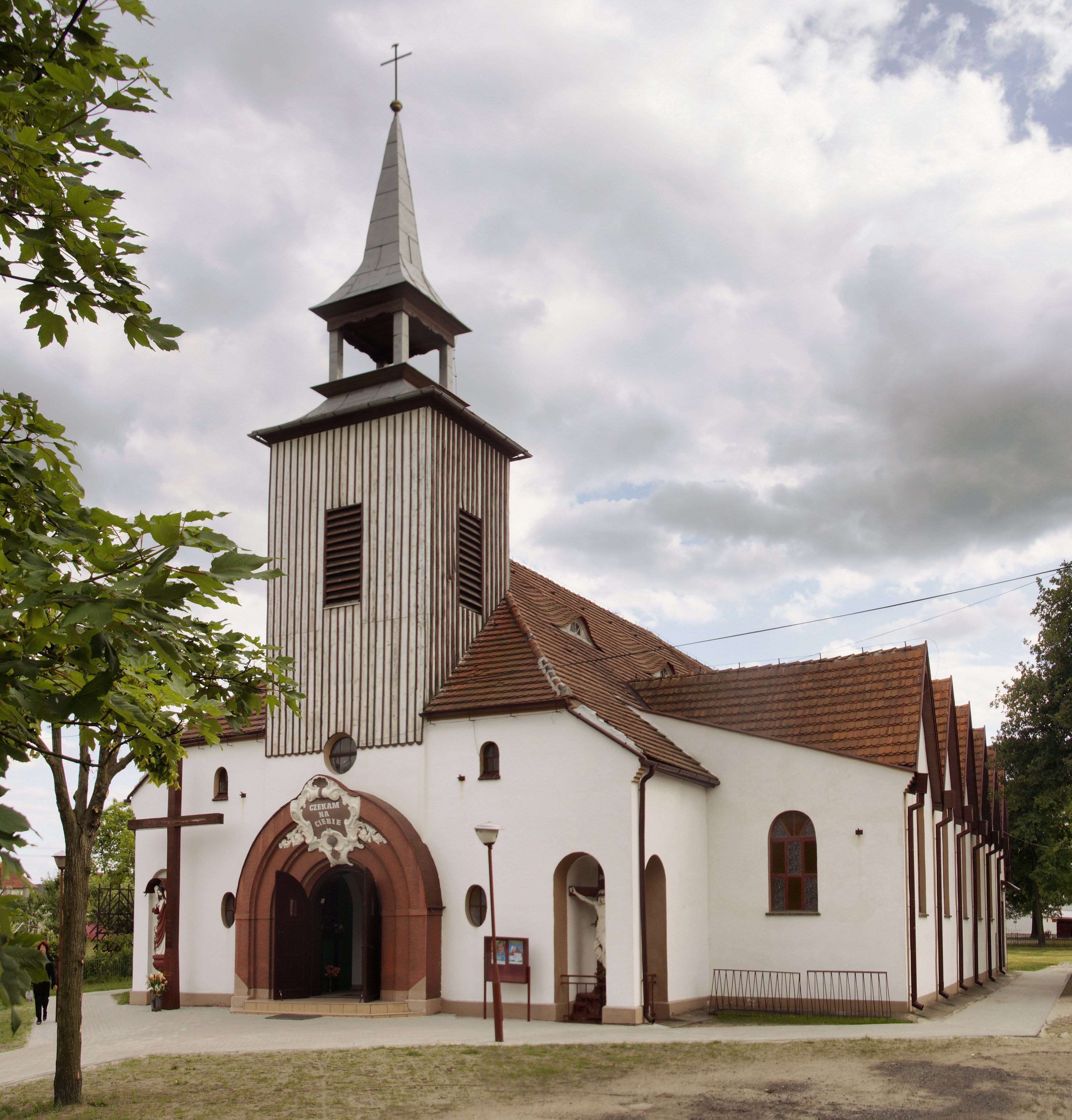
Kirche der Geburt der Jungfrau Maria in Małomice
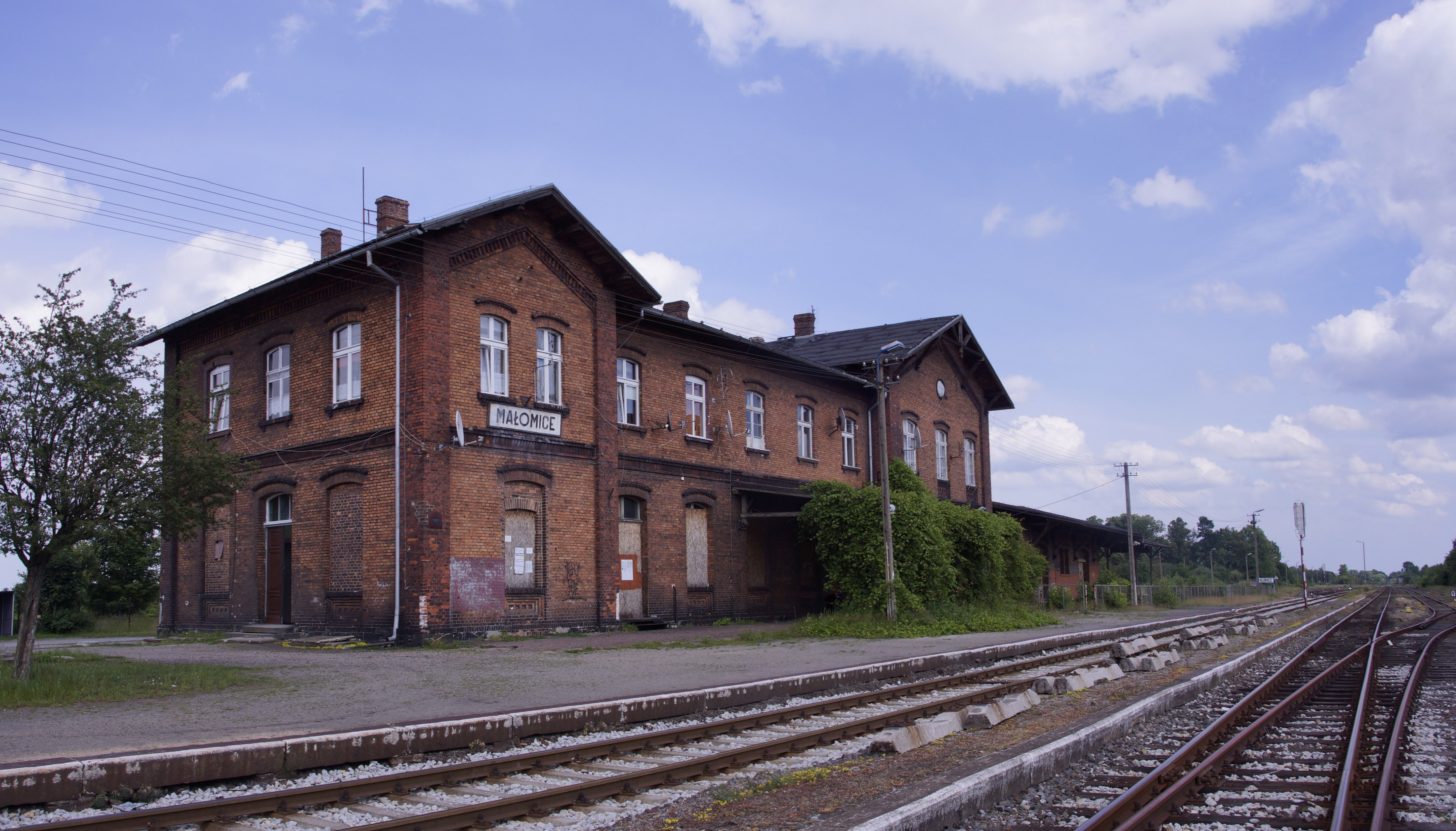
Bahnhof Małomice

## Einwohnerentwicklung
| Jahr | Einwohnerzahl |
| ---- | ------------- |
| 1825 | 665           |
| 1905 | 3246          |
| 1939 | 3237          |
| 1961 | 3403          |
| 1970 | 3748          |
| 2004 | 3671          |
| 2011 |               |
| 2016 | 3523          |

## Gemeinde
Die Stadt-und-Land-Gemeinde (gmina miejsko-wiejska) Małomice Małomice umfasst ein Gebiet von 79,5 km². Zu ihr gehören die Stadt selbst und sechs Dörfer mit Schulzenämtern.

### Partnerschaft und Zusammenarbeit
Es besteht eine Partnerschaft mit dem brandenburgischen Zeuthen. Die Gemeinde ist der Euroregion Spree-Neiße-Bober beigetreten.

## Söhne und Töchter der Stadt
- Karl Friedrich Eduard Eichstaedt (1801–1883), Generalmajor
- Fabian zu Dohna-Schlodien (1802–1871), Gutsbesitzer und Verwaltungsbeamter, Landrat
- Emil zu Dohna-Schlodien (1805–1877), Generalleutnant
- Alfred zu Dohna-Mallmitz (1809–1859), Gutsbesitzer, Mitglied des Preußischen Herrenhauses
- Theobald zu Dohna (1811–1875), Generalmajor
- Adalbert zu Dohna (1816–1889), Generalmajor und Kommandeur der 26. Infanterie-Brigade
- Robert Pohl (1869–1956), Lehrer und Heimatforscher
- Nikolaus Graf zu Dohna-Schlodien (1879–1956), Korvettenkapitän und Kommandant des Hilfskreuzers Möve.
- Herbert Rimpl (1902–1978), Architekt
- Jürgen Noack (* 1938), Kanusportler